# مارغو همينغوي
مارجو لويز همنغواي (بالإنجليزية: Margaux Hemingway)‏ (16 فبراير 1954 - 1 يوليو 1996) عارضة أزياء وممثلة أميركية. اكتسبت شهرة كعارضة أزياء في منتصف السبعينات من القرن العشرين. ظهرت على أغلفة مجلات كوزموبوليتن وإل وهاربر بازار وفوغ وتايم. ووقعت عقدا بمليون دولار لدار فابرجيه كـ(سوبر موديل) لعطر "Babe". حظيت في أواخر حياتها بتغطية إعلامية واسعة بسبب الإدمان والاكتئاب. حتى توفت بسبب جرعة زائدة من المخدرات في عام 1996 عن عمر يناهز 42 سنة.

## بدايات حياتها
ولدت مارغو لويز همنغواي في بورتلاند، أوريغون، وكانت شقيقتها الكبرى الممثلة مارييل همنغواي، وجدها الكاتب ارنست همنغواي. بالإضافة إلى مارييل كانت لها شقيقة أخرى تسمى «جوان». خلال مرحلة الطفولة انتقلت العائلة من ولاية أوريغون إلى كوبا، حيث عاش عاشوا، ثم إلى سان فرانسيسكو، وبعد ذلك إلى ولاية أيداهو، حيث عاشوا في مزرعة جدها في كيتشوم. وكانت العائلة تقوم برحلة في كل صيف إلى ديارهم في ولاية أوريغون مع عرابة البنات التي كانت تمتلك مزرعة في سايلم، عانت مارغو من مجموعة متنوعة من الاضطرابات التي بدأت في سنوات مراهقتها، بما في ذلك الكحول والاكتئاب والشره المرضي والصرع. وسمحت بتسجيل فيديو خاص بجلسات علاج الشره المرضي المتعلقة بها، وبثه على شاشات التلفزيون. كما عانت همنغواي أيضاً من عسر القراءة.
في عام 2013، كشفت شقيقتها الصغرى مارييل في الفيلم الوثائقي الهروب من الجنون أن كلا من مارجو وأختها «جوان» قد تعرضا للاستغلال الجنسي من قبل والدهما.

## حياتها الفنية

### 1972-1975: عرض الأزياء
بفضل طولها الستة أقدام، جربت همنغواي النجاح كعارضة أزياء، بما في ذلك عقد المليون دولار لدار فابرجيه كـ (سوبر موديل) لعطر "Babe"، وكان هذا أول عقد بمليون دولار يتم منحه لعارضة الأزياء. كما ظهرت على أغلفة على أغلفة مجلات كوزموبوليتن، إيلي، هاربر بازار، فوغ، ومجلة التايم في 16 يونيو 1975، التي أطلقت عليها اسم «الجمال الجديد». في 1 سبتمبر 1975، كان موضوع غلاف مجلة فوغ الأمريكية اطلقت على همنغواي «عارضة الازياء الجديدة في نيويورك».
في عام 1997 من خلال برنامج E! True Hollywood Story على قناة قناة E! في حلقة لمحات من حياة همنغواي، ناقش مرشدها وصديقها المقرب «زاكاري سيليج» كيف انه ساعد في إطلاق مسيرتها في وقت مبكر من حياتها بواسطة التسويق والعلاقات العامة لأنها أصبحت من المشاهير في العالم، وقدم لها اليوغا والكونداليني والكودكس والبارادايم كأدوات لتحقيق النجاح والتغلب على بعض من اضطراباتها النفسية المنهكة. سيليج وهمنغواي أمضى يا بعض الوقت مع عائلة همنغواي في ممتلكاتهم في كيتشوم المجاورة لصن فالي، حيث درست الكونداليني، واليوغا، والتأمل معا. وواصلت همنغواي استخدام مهارات الاسترخاء هذه لبقية حياتها.
في ذروة حياتها المهنية النمذجة من منتصف إلى أواخر السبعينات، كانت همنغواي تحضر بصورة منتظمة في مدينة نيويورك بمرقص ستوديو 54، وكانت في كثير من الأحيان برفقة مع المشاهير أمثال هالستون، بيانكا جاغر، ليزا مينيلي، غراس جونز، وآندي وارهول. وفي مثل هذه المؤانسات الاجتماعية بدأت تجربتها مع الكحول والمخدرات.

### 1976-1996: العمل السينمائي
ظهرت همنغواي الفيلم لأول مرة في فيلم الاغتصاب والانتقام أحمر الشفاه من إخراج جونسون لامونت عام (1976)، جنبا إلى جنب مع شقيقتها البالغة من العمر 14 عاما مارييل همنغواي، وآن بانكروفت. ولعبت دور عارضة أزياء تتعرض لأرهاب المغتصب. وبسبب احتواء الفيلم على مشاهد عنيفة للاغتصاب أدى ذلك إلى أن يصنف الفيلم تحت مسمى سينما الاستغلال، وإن كان في السنوات الأخيرة حقق نجاحاً كفيلم من أفلام العبودية. ثم لعبت دور مساند في فيلم الرعب الإيطالي السمك القاتل عام (1979). في المقابل كان مشروعها التالي كوميدياً مع لي ميجرز وكارين بلاك «إنهم ينادوني بروس» عام 1982.
في عام 1984، كان لهمنغواي دور مساعد في فيلم «فوق جسر بروكلين»، مع إليوت غولد وشيلي وينترز. بعد تعرضا لحادث تزلج في عام 1984، ازداد وزن همنغواي 75 رطلاً وبدا الاكتئاب على نحو متزايد. وفي عام 1987، دخلت «مركز بيتي فورد» للعلاج. وفي محاولة منها للعودة، ظهرت على غلاف مجلة بلاي بوي في مايو 1990، حيث طلبت البلاي بوي توظيف مستشارها «سيليج» بأن يكون المدير الإبداعي لموضوع الغلاف الذي تم تصويره في بليز. وعلى الرغم من محاولاتها، إلا أن مهدها السينمائي بدأ بالتعثر، أخذت أدوار في العديد أفلام الدرجة الثانية، مثل: آلة القتل (1984) والخلوة الداخلية (1991). واصلت همنغواي إعالة نفسها لتظهر في عدد قليل من أفلام الفيديو والتوقيع على صورها العارية لمجلة بلاي بوي، واعتماد خط هاتفي ساخن يملكه ابن عمها «أوديل همنغواي». قبل وفاتها وقت قصير، كان من المقرر ان يتم استضافتها بسلسلة مغامرات على الهواء الطلق في دليل البرية على قناة ديسكفري.

## حياتها الشخصية
كان زواج همنغواي الأول من ايرول ويتنسون، عندما كانت في سن ال 19، حيث التقيا عندما كانت برفقة والدها إلى فندق بلازا في رحلة عمل إلى مدينة نيويورك، وبعد أربعة أشهر انتقلت من ايداهو إلى مدينة نيويورك للعيش مع ويتنسون كضيوف في شقة سيليج الواقعة في شارع 72 من مدينة مانهاتن، التي كان يملكها الممثلة جلوريا فاندربلت. هناك كان «سيليج» قد بدأ بصياغة الأعمال التجارية والاجتماعية لتقديم همنغواي لأصدقائه، مثل ماريان ماك إيفوي، محرر الموضة في صحيفة الملابس النسائية اليومية «ويمنس وير دايلي»؛ والمصور «فرانشيسكو سكافولو» مصمم أزياء مجلة هالستون. ومحرري مجلة الموضة «فوغ» فرانسيس شتاين وجون ريفسون ابن عم سيليج، وهو سليل أسرة ريفسون التي صنعت مستحضرات التجميل ريفلون، ورفض ريفسون عرض سيليج لهمنغواي لتكون فتاة مستحضرات ريفلون، بينما في وقت لاحق وقعت لها فابرجيه مع أكبر راتب في ذلك الوقت. جاء ريفسون بعد ذلك لزيارة كل من سيليج وهمنغواي (مع أسرة همنغواي) في كيتشوم، لتهنئتها بعد ظهورها على غلاف مجلة التايم في يونيو 1975. ماريان ماك إيفوي أسرع لمقابلة مارغو في حفلة أقامها سيليج، مما أدى إلى ظهور ملابس المرأة همنغواي اليومية، التي أطلقت همنغواي إلى اضواء الموضة.

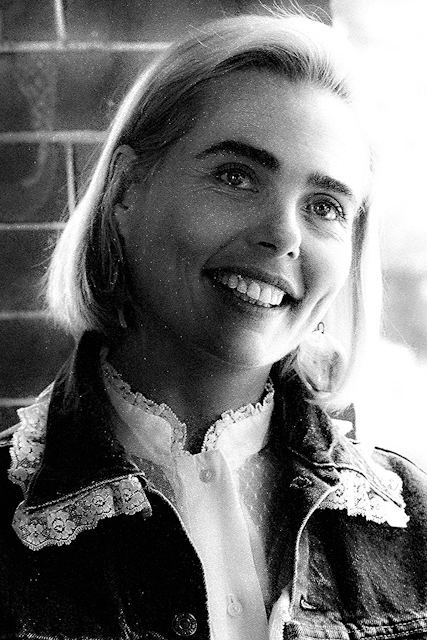
مارغو همنغواي أثناء تصوير فيلم "الهوس المزدوج" في بولدر، عام 1991.

تطلقت همنغواي من ويتنسون عام 1978. ثم تزوجت من الفرنسي برنار فاوتشر، وعاشوا لمدة عام. وتطلقت منه في عام 1985، بعد ست سنوات.
شهدت همنغواي الدراما العائلية طوال حياتها. وكانت علاقتها مع والدتها مشحونة بالتوتر، لكنها تصالحت معها قبل وفاتها بمرض السرطان في عام 1988. وشهدت أيضا منافسة شديدة مع شقيقتها الصغرى مارييل، التي حصلت على جوائز أكثر لتمثيلها في التسعينات. ذهب همنغواي قدما في مزاعم بأن عرابها قد تحرش بها عندما كانت طفلة، والدها جاك وزوجة أبيها أنجيلا، استاؤوا من مزاعمها وتوقفوا عن الحديث معها. وقالت أنجيلا لمجلة بيبول، «جاك وأنا لم أتكلم معها لسنتين. انها تكذب باستمرار. العائلة كلها لن يكون لها أي علاقة معها. انها لا شيء سوى امرأة غاضبة».
في الفيلم الوثائقي تلفزيوني الهروب من الجنون عام 2013، تحدثت فيه شقيقة مارغو «مارييل» عن تاريخ عائلة همنغواي من إدمان الكحول وإدمان المخدرات، والانتحار، ويحتوي على مقتطفات الفيلم الوثائقي الذي تم تصويره من قبل مارغو قبل وفاتها.

## وفاتها
في 1 يوليو من عام 1996، قبل يوم واحد من الذكرى السنوية ال35 لانتحار جدها نفسه، وجدت همنغواي مقتولة في شقتها بمدينة سانتا مونيكا. على الرغم من العثور على جثتها متحللة في 1 يوليو، الا أن التشريح الرسمي وسجل وفيات كاليفورنيا أورد تاريخ وسبب وفاتها بأنها قد تناولت جرعة زائدة من عقار الفينوباربيتال، وفقا لتقرير الطبيب الشرعي وعلم السموم في مقاطعة لوس أنجلوس بعد شهر واحد، على الرغم من أن عائلتها واجهت صعوبة في قبول حقيقة انتحارها. وقال زوج مارييل همنغواي في مجلة بيبول في عام 1996 أن «هذا السنة هي أفضل سنة رأيت فيها [مارغو] منذ سنوات. وكانت قد استعادت نفسها مرة أخرى معنا»، ولكن في حلقة ديسمبر 2005 من لاري كينغ لايف قال مارييل أقتنعت الآن بأن وفاة مارغو كان انتحاراً.
تم حرق بقايا جثة مارغو ودفنت في قطعة ارض لعائلة همنغواي في مقبرة كيتشوم بولاية ايداهو.

## فيلموغرافيا
| السنة | العنوان               | الدور              | الملاحظات                                       |
| ----- | --------------------- | ------------------ | ----------------------------------------------- |
| 1976  | أحمر شفاه             | كريستين ماكورميك   |                                                 |
| 1979  | السمك القاتل          | غابرييل            | العنوان البديل: عارية الشمس                     |
| 1982  | ينادوني بروس؟         | كارمن              |                                                 |
| 1984  | فوق جسر بروكلين       | اليزابيث أندرسون   |                                                 |
| 1984  | الة القتل             | جاكلين             | العنوان البديل: غوما-2 '                        |
| 1987  | بورتامي لا لونا       | فيلم تلفزيوني      |                                                 |
| 1992  | لا دونا دي أونا سيرا  | إلين فوستر         | لقب بطولة الولايات المتحدة: امرأة السرية (1992) |
| 1991  | الخلوة الداخلية       | آنا رولينز         |                                                 |
| 1992  | حب سيئ                | جاكي               |                                                 |
| 1992  | 'المتنافسين اللدودين" | وكيل ليندا هويرتون | تظهر بشخصية مارغو هيمنغواي                      |
| 1994  | الهوس المزدوج         | هيذر دواير         |                                                 |
| 1994  | الخلوة الداخلية 2     | آنا رولينز         |                                                 |
| 1994  | الإطار 2: التستر      | جان سيريج          | العنوان البديل: المؤامرة القاتلة                |
| 1995  | القبلة الشريرة        | ليزا               |                                                 |
| 1995  | À comme acteur        |                    |                                                 |
| 1996  | الشحنة الخطرة         | جولي               |                                                 |
| 1996  | الطرق الخلفية لفيغاس  |                    | فيلم تلفزيوني                                   |

## وصلات خارجية
- مارغو همينغوي على موقع IMDb (الإنجليزية)
- مارغو همينغوي على موقع روتن توميتوز (الإنجليزية)
- مارغو همينغوي على موقع ألو سيني (الفرنسية)
- مارغو همينغوي على موقع تيرنر كلاسيك موفيز (الإنجليزية)
- مارغو همينغوي على موقع أول موفي (الإنجليزية)
- مارغو همينغوي على موقع قاعدة بيانات الأفلام السويدية (السويدية)
- مارغو همينغوي على موقع إن إن دي بي (الإنجليزية)
- مارغو همينغوي على موقع ديسكوغز (الإنجليزية)
- مارغو همينغوي على موقع قاعدة بيانات الفيلم (الإنجليزية)
- مارغو همينغوي على موقع كينوبويسك (الروسية)
- مارغو همينغوي على موقع فايند أغريف